# 경제개혁
경제개혁(Microeconomic reform)은 개별 경제 부문의 왜곡을 없애거나 줄임으로써, 아니면 고용 성장 등 다른 목표 대신 경제 효율을 강조하기 위해 조세 정책과 경쟁 정책 등 경제 정책을 개혁함으로써 경제효율 개선을 달성하기 위한 정책들로 이루어진다.

## 같이 보기
- 신공공관리론